# ISO 3166-2:EC
ISO 3166-2:EC é a entrada para Equador no ISO 3166-2, parte do padrão ISO 3166 publicado pela Organização Internacional para Padronização (ISO), que define códigos para os nomes das principais subdivisões (e.g., províncias ou estados) de todos países codificados em ISO 3166-1.
Atualmente para o Equador, códigos ISO 3166-2 são definidos para 24 províncias.
Cada código é constituído por duas partes, separadas por um hífen. A primeira parte é EC, o ISO 3166-1 alfa-2 código do Equador. A segunda parte é uma ou duas letras, atualmente utilizados em chapas de matrícula de veículos, com algumas exceções.

## Códigos atuais
Nomes de subdivisões são listados como na norma ISO 3166-2, publicado pela Agência de Manutenção ISO 3166 (ISO 3166 / MA).
Clique no botão no cabeçalho para classificar cada coluna.
| Código | Nome da subdivisão (es)        |
| ------ | ------------------------------ |
| EC-A   | Azuay                          |
| EC-B   | Bolívar                        |
| EC-F   | Cañar                          |
| EC-C   | Carchi                         |
| EC-H   | Chimborazo                     |
| EC-X   | Cotopaxi                       |
| EC-O   | El Oro                         |
| EC-E   | Esmeraldas                     |
| EC-W   | Galápagos                      |
| EC-G   | Guayas                         |
| EC-I   | Imbabura                       |
| EC-L   | Loja                           |
| EC-R   | Los Ríos                       |
| EC-M   | Manabí                         |
| EC-S   | Morona-Santiago                |
| EC-N   | Napo                           |
| EC-D   | Orellana                       |
| EC-Y   | Pastaza                        |
| EC-P   | Pichincha                      |
| EC-SE  | Santa Elena                    |
| EC-SD  | Santo Domingo de los Tsáchilas |
| EC-U   | Sucumbíos                      |
| EC-T   | Tungurahua                     |
| EC-Z   | Zamora-Chinchipe               |

## Fonte
As seguintes alterações na entrada foram anunciadas em boletins pela ISO 3166 / MA desde a primeira publicação da ISO 3166-2, em 1998:
| Boletim         | data de emissão | Descrição da alteração no boletim                           | Código/mudança na subdivisão                                                      |
| --------------- | --------------- | ----------------------------------------------------------- | --------------------------------------------------------------------------------- |
| Newsletter I-4  | 10-12-2002      | A adição de uma província                                   | subdivisões acrescentadas: EC-D Orellana                                          |
| Newsletter II-2 | 30-06-2010      | Atualização da estrutura administrativa e da fonte da lista | subdivisões acrescentadas: EC-SE Santa Elena EC-SD Santo Domingo de los Tsáchilas |